# 豊見城インターチェンジ
豊見城インターチェンジ（とみぐすくインターチェンジ）は、沖縄県豊見城市にある那覇空港自動車道（豊見城東道路）のインターチェンジ。

## 歴史
- 2003年（平成15年）4月26日：南風原南IC - 豊見城IC間が暫定2車線で開通[1]。
- 2008年（平成20年）3月22日：豊見城IC - 豊見城・名嘉地IC間が暫定2車線で開通[1]。
- 2014年（平成26年）3月31日：南風原南IC - 豊見城IC間が4車線化[1]。
- 2015年（平成27年）3月3日：豊見城IC - 豊見城・名嘉地IC間が4車線化[1]。

## 周辺
- 那覇空港
- 喜屋武岬

## 接続する道路
- 直接接続
  - 沖縄県道7号奥武山米須線

## 隣
E58 那覇空港自動車道（豊見城東道路）
(A2) 南風原南IC - 豊見城PA（予定） - (A3) 豊見城IC - (A4) 豊見城・名嘉地IC